# リシンデカルボキシラーゼ
リシンデカルボキシラーゼ(Lysine decarboxylase、EC 4.1.1.18)は、リシンをカダベリンに変換する酵素である。